# Burg Thamsbrück
Die Burg Thamsbrück befand sich in Thamsbrück im heutigen Unstrut-Hainich-Kreis in Thüringen.

## Lage
Die Höhenburg befand sich an höchster Stelle im Dorf über der Unstrut an der Südwestecke des Ortes. Sie war mit Wall und Graben umgeben und in die Stadtbefestigung eingefügt. Jetzt steht noch der viereckige hohe Bergfried.

## Geschichte
Bereits im Jahre 900 wurde eine Brücke über die Unstrut erwähnt. Diese Verkehrseinrichtung und die späteren Interessen der Ludowinger, der Landgrafen von Thüringen, waren Gründe für die Bedeutung des Dorfes. Die Burg wurde höchstwahrscheinlich 1149 von Landgraf Ludwig II. gebaut und diente seinem jüngeren  Bruder Ludwig als Wohnsitz. Burg und die spätere Stadt waren Gerichtsstätten von Thüringen. Vögte verwalteten Thamsbrück. 1335 beschädigte die Erfurter Bürgerwehr den Ort sehr. Der letzte Amtmann war bis 1490 hier im Amt, dann wurde der Sitz nach Langensalza verlegt. Die Herren von Berlepsch besaßen dann die Anlage bis in das ausgehende 18. Jahrhundert. 
Die Burg wurde 1858 von der Stadt gekauft und für eine Fabrik bis auf den Bergfried abgebrochen.